# Nagyatád
Nagyatád  este un oraș în districtul Nagyatád, județul Somogy, Ungaria, având o populație de 11.272 de locuitori (2011). 

## Demografie
Componența etnică a orașului Nagyatád
     Maghiari (96,32%)
     Romi (1,29%)
     Necunoscut (0,49%)
     Alții (1,9%)
Componența confesională a orașului Nagyatád
     Romano-catolici (48,21%)
     Fără religie (13,97%)
     Reformați (5,4%)
     Atei (1,26%)
     Necunoscută (30,15%)
     Alte religii (1,75%)
Conform recensământului din 2011, orașul Nagyatád avea 11.272 de locuitori. Din punct de vedere etnic, majoritatea locuitorilor (96,32%) erau maghiari, cu o minoritate de romi (1,29%). Apartenența etnică nu este cunoscută în cazul a 0,49% din locuitori. Nu există o religie majoritară, locuitorii fiind romano-catolici (48,21%), persoane fără religie (13,97%), reformați (5,4%) și atei (1,26%). Pentru 30,15% din locuitori nu este cunoscută apartenența confesională.